# MYキャッシュポイント
MYキャッシュポイント（マイキャッシュポイント）は、七十七銀行・山形銀行・東邦銀行の3行との間のATM・CD利用手数料無料提携サービスの名称である。

## 概要

### 名称の由来
「私の（MY）ATMコーナー」として、各行の顧客にも気軽に利用して欲しいと言う意味合いを持つ。
東邦銀行も提携に合流する以前には、宮城県の「M」と山形県の「Y」をそれぞれのアルファベットの頭文字を組み合わせたものに由来していた。

## 対象金融機関
- 七十七銀行
- 山形銀行
- 東邦銀行

## サービス内容

### 利用時間と手数料
- 平日 9:00 - 18:00の出金：無料
- 平日 8:00 - 9:00・18:00 - 21:00の出金、土曜・日曜・祝日 8:00 - 21:00の出金：108円
  - なお、キャッシュカードによる振込に付いては、別途、各行所定の振込手数料が必要。

### 対象ATM
- 上記対象金融機関が単独で設置しているATM
- 山形銀行との共同ATMの内、山形銀行が幹事行となるATM
- 東邦銀行との共同ATMの内、東邦銀行が幹事行となるATM

なお七十七銀行については、セブン銀行との共同設置箇所（セブン銀行設定の手数料体系が適用）を除き、全拠点が単独設置のATMである為、共同ATMは存在しない。

### 対象外ATM
以下のATMは本サービスの対象外となり、下記該当金融機関以外は通常の他行（MICS）利用手数料がかかる。
- コンビニATMなど...いずれも、各金融機関毎の体系が適用
  - 「セブン銀行」（七十七銀行との共同設置箇所を含む）
  - 「イオン銀行」
  - 「ローソン銀行」
  - 「イーネット」

## 沿革
- 2008年（平成20年）
  - 3月3日 - サービス開始。
  - 11月10日 - 東邦銀行が提携に参加すると同時にロゴマークを変更。本サービスの意味合いの定義が「私の（MY）ATMコーナー」に変更される。